# Da 75/27 modello11

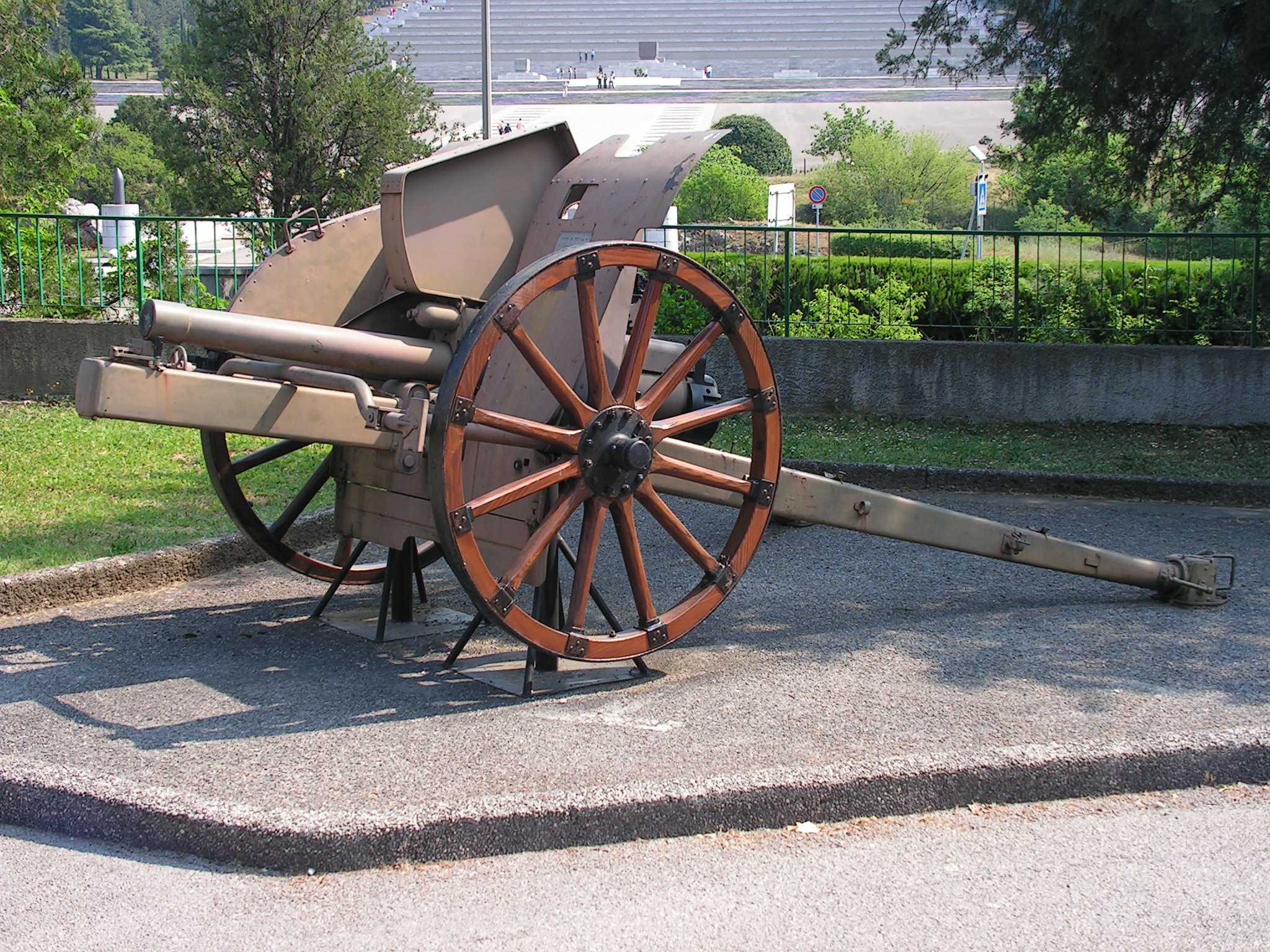
cannone da 75/27 modello 11

cannone da 75/27 modello 11は第一次世界大戦及び第二次世界大戦でイタリア軍が使用した大砲である。名称は1911年式27口径75mmカノン砲を表す。
この砲はフランスのデポルト社によって設計され、イタリアのヴィッカース・テルニ社とアームストロング社でライセンス生産された。砲身のみ仰俯角をとる独特の駐退復座機を持ち、また世界に先駆けて開脚式砲架を採用したため射界が広い。第一次世界大戦では主にアルピーニや騎兵が使用した。戦間期には一部の砲をゴム輪帯付きの車輪を履かせて車両による牽引を可能にした。第二次世界大戦では主に北アフリカやロシア、バルカン半島で使用された。徹甲弾や成形炸薬弾が用意されており、対戦車砲としても使われた。ドイツ軍は鹵獲したこの砲に7.5 cm Feldkanone 244(i)と命名し若干使用した。

## スペック
- 口径: 75 mm
- 砲身長: 2.13 m
- 重量: 1,076 kg
- 俯角仰角: -15 から +65　度
- 左右角度: 53 度
- 初速: 502 m/s
- 射程: 10,240 m

## 参考資料
- 嶋田魁，稲田美秋『第２次大戦イタリア陸軍装備ファイル』、ガリレオ出版、2008年、ISBN 978-4-903764-01-6